# Big Brother (Albania)
Big Brother – albańska wersja holenderskiego Big Brothera. Premiera odbyła się 23 lutego 2008. Prezenterką jest Arbana Osmani.

## Edycje

### 1 edycja
Pierwsza edycja rozpoczęła się 23 lutego 2008 roku. Do programu weszło 14 uczestników. W ciągu show doszły jeszcze 4 osoby. BB 1 trwało 100 dni. Zwycięzcą został Arbër. Otrzymał nagrodę w wysokości 50 tys. euro (200 tys. złotych).

#### Uczestnicy
| Miejsce | Imię i nazwisko |
| ------- | --------------- |
| 1.      | Arbër           |
| 2.      | Olsi            |
| 3.      | Astrit          |
| 4.      | Najada          |
| 5.      | Pol             |
| 6.      | Jonida          |
| 7.      | Dorina          |
| 8.      | Besarta         |
| 9.      | Romina          |
| 10.     | Shkëlqim        |
| 11.     | Julinda         |
| 12.     | Ilda            |
| 13.     | Mardiola        |
| 14.     | Ina             |
| 15.     | Ervis           |
| 16.     | Leonard         |
| 17.     | Juna            |
| 18.     | Ingrid          |

kursywa – osoby, które dołączyły do grona uczestników jako nowe, już w trakcie trwania programu.

#### Tabela nominacyjna
| Uczestnicy | #1               | #2               | #3               | #4             | #5             | #6               | #7              | #8               | #9             | #10          | #11           | #12           | Finał      | Finał      | Finał      |
| ---------- | ---------------- | ---------------- | ---------------- | -------------- | -------------- | ---------------- | --------------- | ---------------- | -------------- | ------------ | ------------- | ------------- | ---------- | ---------- | ---------- |
| Arbër      | Ervis Romina     | Romina Juna      | Romina Ervis     | Romina Ervis   | Romina Ina     | Olsi Shkëlqim    | Olsi Shkëlqim   | Shkëlqim Olsi    | Dorina Jonida  | Dorina ?     | Jonida Dorina | Olsi Pol      | Zwycięzca  | Zwycięzca  | Zwycięzca  |
| Olsi       | Ervis Ingrid     | Leonard Ervis    | Astrit Ina       | Romina Besarta | Arbër Shkëlqim | Mardiola Julinda | Besarta Julinda | Pol Shkëlqim     | Besarta Dorina | Dorina ?     | Dorina Pol    | Jonida Astrit | 2. miejsce | 2. miejsce | 2. miejsce |
| Astrit     | Arbër Ingrid     | Arbër Julinda    | Romina Ina       | Ina Ervis      | Ina Pol        | Ilda Mardiola    | Romina Pol      | Shkëlqim Pol     | Jonida Dorina  | Dorina ?     | Jonida Dorina | Jonida Arbër  | 3. miejsce | 3. miejsce | 3. miejsce |
| Najada     | Ina Juna         | Juna Pol         | Leonard Besarta  | Besarta Pol    | Besarta Pol    | Julinda Besarta  | Julinda Besarta | Besarta Shkëlqim | Dorina Besarta | Dorina ?     | Dorina Pol    | Jonida Pol    | 4. miejsce | 4. miejsce | 4. miejsce |
| Pol        | Leonard Najada   | Leonard Romina   | Leonard Romina   | Romina Astrit  | Romina Astrit  | Mardiola Olsi    | Romina Olsi     | Romina Astrit    | Romina Najada  | Dorina ?     | Dorina Najada | Jonida Astrit | 5. miejsce | 5. miejsce | 5. miejsce |
| Jonida     | Doszła 64 dnia   | Doszła 64 dnia   | Doszła 64 dnia   | Doszła 64 dnia | Doszła 64 dnia | Doszła 64 dnia   | Doszła 64 dnia  | IMMUNITET        | Dorina Romina  | Dorina ?     | Dorina Arbër  | Pol Olsi      | 94 dzień   | 94 dzień   | 94 dzień   |
| Dorina     | Doszła 64 dnia   | Doszła 64 dnia   | Doszła 64 dnia   | Doszła 64 dnia | Doszła 64 dnia | Doszła 64 dnia   | Doszła 64 dnia  | IMMUNITET        | Najada Olsi    | Olsi Besarta | Olsi Najada   | 85 dzień      | 85 dzień   | 85 dzień   | 85 dzień   |
| Besarta    | Astrit Najada    | Astrit Ina       | Astrit Ina       | Romina Najada  | Romina Najada  | Romina Najada    | Romina Olsi     | Romina Olsi      | Olsi Dorina    | Dorina ?     | 78 dzień      | 78 dzień      | 78 dzień   | 78 dzień   | 78 dzień   |
| Romina     | Ingrid Juna      | Leonard Arbër    | Arbër Besarta    | Ina Besarta    | Arbër Julinda  | Julinda Besarta  | Julinda Besarta | Besarta Shkëlqim | Pol Besarta    | 78 dzień     | 78 dzień      | 78 dzień      | 78 dzień   | 78 dzień   | 78 dzień   |
| Shkëlqim   | Ingrid Leonard   | Leonard Juna     | Leonard Romina   | Romina Arbër   | Romina Arbër   | Mardiola Olsi    | Romina Olsi     | Olsi Romina      | 71 dzień       | 71 dzień     | 71 dzień      | 71 dzień      | 71 dzień   | 71 dzień   | 71 dzień   |
| Julinda    | Romina Shkëlqim  | Romina Shkëlqim  | Romina Astrit    | Romina Najada  | Romina Najada  | Mardiola Romina  | Romina Najada   | 64 dzień         | 64 dzień       | 64 dzień     | 64 dzień      | 64 dzień      | 64 dzień   | 64 dzień   | 64 dzień   |
| Ilda       | Doszła 43 dnia   | Doszła 43 dnia   | Doszła 43 dnia   | IMMUNITET      | IMMUNITET      | Mardiola Olsi    | 54 dnia         | 54 dnia          | 54 dnia        | 54 dnia      | 54 dnia       | 54 dnia       | 54 dnia    | 54 dnia    | 54 dnia    |
| Mardiola   | Doszła w 43 dniu | Doszła w 43 dniu | Doszła w 43 dniu | IMMUNITET      | IMMUNITET      | Julinda Besarta  | 54 dzień        | 54 dzień         | 54 dzień       | 54 dzień     | 54 dzień      | 54 dzień      | 54 dzień   | 54 dzień   | 54 dzień   |
| Ina        | Ingrid Najada    | Leonard Astrit   | Romina Leonard   | Romina Astrit  | Romina Astrit  | 50 dzień         | 50 dzień        | 50 dzień         | 50 dzień       | 50 dzień     | 50 dzień      | 50 dzień      | 50 dzień   | 50 dzień   | 50 dzień   |
| Ervis      | Arbër Ingrid     | Arbër Juna       | Romina Astrit    | Romina Besarta | 43 dzień       | 43 dzień         | 43 dzień        | 43 dzień         | 43 dzień       | 43 dzień     | 43 dzień      | 43 dzień      | 43 dzień   | 43 dzień   | 43 dzień   |
| Leonard    | Pol Shkëlqim     | Ina Shkëlqim     | Ina Pol          | 36 dzień       | 36 dzień       | 36 dzień         | 36 dzień        | 36 dzień         | 36 dzień       | 36 dzień     | 36 dzień      | 36 dzień      | 36 dzień   | 36 dzień   | 36 dzień   |
| Juna       | Romina Shkëlqim  | Shkëlqim Romina  | 29 dzień         | 29 dzień       | 29 dzień       | 29 dzień         | 29 dzień        | 29 dzień         | 29 dzień       | 29 dzień     | 29 dzień      | 29 dzień      | 29 dzień   | 29 dzień   | 29 dzień   |
| Ingrid     | Romina Shkëlqim  | 15 dzień         | 15 dzień         | 15 dzień       | 15 dzień       | 15 dzień         | 15 dzień        | 15 dzień         | 15 dzień       | 15 dzień     | 15 dzień      | 15 dzień      | 15 dzień   | 15 dzień   | 15 dzień   |

### 2 edycja
Druga odsłona programu rozpoczęła się 7 lutego 2009 roku. Do domu weszło 14 uczestników. Podczas trwania show doszło 6 kolejnych uczestników. Show trwało 99 dni. Finał ukazał się 16 maja 2009 roku. Zwycięzcą został Qetsor Ferunaj. Wygrał on 70 tys. euro (280 tys. złotych).

#### Uczestnicy
| Miejsce | Imię i nazwisko   |
| ------- | ----------------- |
| 1.      | Qetsor Ferunaj    |
| 2.      | Adelajda Xhamani  |
| 3.      | Bjordi Mezini     |
| 4.      | Ardian Pojana     |
| 5.      | Arjan             |
| 6.      | Anjeza            |
| 7.      | Mimoza Krasniqi   |
| 8.      | Junida            |
| 9.      | Elton Tozaj       |
| 10.     | Arjon Muca        |
| 11.     | Aida Troka        |
| 12.     | Antonin           |
| 13.     | Dritan Shehaj     |
| 14.     | Republika Kasmahu |
| 15.     | Lirita Halili     |
| 16.     | Mesida Lleshi     |
| 17.     | Zhuljeta Daci     |
| 18.     | Pavlin Polia      |
| 19.     | Agon Radoniqi     |
| 20      | Erjola Jolldashi  |

kursywa – osoby, które dołączyły do grona uczestników jako nowe, już w trakcie trwania programu.

#### Tabela nominacyjna
| Uczestnicy | #1                   | #2                   | #3                   | #4                   | #5                   | #6                   | #7                   | #8                   | #9                        | #10                  | #11                  | #12                      | #13                  | #14                  | #15                  | #16                  | Finał                | Finał                | Finał                |
| ---------- | -------------------- | -------------------- | -------------------- | -------------------- | -------------------- | -------------------- | -------------------- | -------------------- | ------------------------- | -------------------- | -------------------- | ------------------------ | -------------------- | -------------------- | -------------------- | -------------------- | -------------------- | -------------------- | -------------------- |
| Qetsor     | Mimoza Zhuljeta      | Aida Arjon           | Bjordi Aida          | Lirita Adelajda      | Lirita Dritan        | Ardian Mimoza        | Aida Adelajda        | Dritan Bjordi        | Arjon                     | Arjan Elton          | Ardian Elton         | Automatycznie nominowany | Anjeza Ardian        | ?                    | Bjordi Adelajda      | Arjan Ardian         | Wszyscy nominowani   | ZWYCIĘZCA            | ZWYCIĘZCA            |
| Adelajda   | Erjola Zhuljeta      | Agon Aida            | Aida Lirita          | Zhuljeta Lirita      | Mesida Aida          | Aida Lirita          | Aida Bjordi          | Aida Qetsor          | Qetsor                    | Aida Junida          | Arjon Junida         | Ardian                   | Junida Anjeza        | ?                    | Arjan Qetsor         | Arjan Anjeza         | Wszyscy nominowani   | 2. miejsce           | 2. miejsce           |
| Bjordi     | Erjola Zhuljeta      | Pavlin Dritan        | Pavlin Aida          | Qetsor Republika     | Aida Arjon           | Aida Mimoza          | Aida Republika       | Aida Dritan          | Adelajda                  | Aida Arjon           | Qetsor Arjon         | Anjeza                   | Junida Anjeza        | ?                    | Qetsor Mimoza        | Arjan Anjeza         | Wszyscy nominowani   | 3. miejsce           | 3. miejsce           |
| Ardian     | Qetsor Zhuljeta      | Arjon Zhuljeta       | Arjon Pavlin         | Arjon Qetsor         | Arjon Qetsor         | Mimoza Aida          | Aida Qetsor          | Dritan Mimoza        | Bjordi                    | Arjon Qetsor         | Arjon Qetsor         | Automatycznie nominowany | Qetsor Mimoza        | ?                    | Mimoza Qetsor        | Qetsor Anjeza        | Wszyscy nominowani   | 4. miejsce           | 4. miejsce           |
| Arjan      | Doszedł po 57 dniach | Doszedł po 57 dniach | Doszedł po 57 dniach | Doszedł po 57 dniach | Doszedł po 57 dniach | Doszedł po 57 dniach | Doszedł po 57 dniach | Immunitet            | Automatycznie nominowany  | Qetsor Arjon         | Arjon Junida         | Automatycznie nominowany | Junida Anjeza        | ?                    | Adelajda Qetsor      | Qetsor Anjeza        | Wszyscy nominowani   | Odpadł po 95 dniach  | Odpadł po 95 dniach  |
| Anjeza     | Doszła po 43 dniach  | Doszła po 43 dniach  | Doszła po 43 dniach  | Doszła po 43 dniach  | Doszła po 43 dniach  | Immunitet            | Republika Mimoza     | Mimoza Aida          | Aida                      | Mimoza Aida          | Mimoza Arjan         | Arjan                    | Adelajda Ardian      | ?                    | Adelajda Mimoza      | Arjan Adelajda       | Odpadł po 92 dniach  | Odpadł po 92 dniach  | Odpadł po 92 dniach  |
| Mimoza     | Qetsor Zhuljeta      | Arjon Agon           | Aida Arjon           | Arjon Zhuljeta       | Arjon Mesida         | Aida Qetsor          | Dritan Ardian        | Qetsor Anjeza        | Ardian                    | Arjon Anjeza         | Arjon Junida         | Elton                    | Junida Anjeza        | ?                    | Arjan Ardian         | Odpadł po 92 dniach  | Odpadł po 92 dniach  | Odpadł po 92 dniach  | Odpadł po 92 dniach  |
| Junida     | Doszła po 57 dniach  | Doszła po 57 dniach  | Doszła po 57 dniach  | Doszła po 57 dniach  | Doszła po 57 dniach  | Doszła po 57 dniach  | Doszła po 57 dniach  | Immunitet            | Automatycznie nominowana  | Qetsor Adelajda      | Qetsor Adelajda      | Qetsor                   | Adelajda Mimoza      | Odpadła po 85 dniach | Odpadła po 85 dniach | Odpadła po 85 dniach | Odpadła po 85 dniach | Odpadła po 85 dniach | Odpadła po 85 dniach |
| Elton      | Doszedł po 57 dniach | Doszedł po 57 dniach | Doszedł po 57 dniach | Doszedł po 57 dniach | Doszedł po 57 dniach | Doszedł po 57 dniach | Doszedł po 57 dniach | Immunitet            | Automatycznie nominowany  | Qetsor Adelajda      | Adelajda Arjan       | Automatycznie nominowany | Odpadł po 78 dniach  | Odpadł po 78 dniach  | Odpadł po 78 dniach  | Odpadł po 78 dniach  | Odpadł po 78 dniach  | Odpadł po 78 dniach  | Odpadł po 78 dniach  |
| Arjon      | Bjordi Dritan        | Dritan Bjordi        | Ardian Pavlin        | Ardian Dritan        | Aida Lirita          | Lirita Mimoza        | Dritan Bjordi        | Mimoza Dritan        | Anjeza                    | Ardian Junida        | Ardian Arjan         | Odpadł po 78 dniach      | Odpadł po 78 dniach  | Odpadł po 78 dniach  | Odpadł po 78 dniach  | Odpadł po 78 dniach  | Odpadł po 78 dniach  | Odpadł po 78 dniach  | Odpadł po 78 dniach  |
| Aida       | Mimoza Qetsor        | Adelajda Qetsor      | Qetsor Pavlin        | Adelajda Bjordi      | Arjon Qetsor         | Adelajda Qetsor      | Adelajda Qetsor      | Adelajda Bjordi      | Immunitet                 | Adelajda Bjordi      | Odpadła po 73 dniach | Odpadła po 73 dniach     | Odpadła po 73 dniach | Odpadła po 73 dniach | Odpadła po 73 dniach | Odpadła po 73 dniach | Odpadła po 73 dniach | Odpadła po 73 dniach | Odpadła po 73 dniach |
| Antonin    | Doszedł po 43 dniach | Doszedł po 43 dniach | Doszedł po 43 dniach | Doszedł po 43 dniach | Doszedł po 43 dniach | Imminitet            | Adelajda Republika   | Bjordi Anjeza        | Automatycznie nowminowany | Odpadł po 64 dniach  | Odpadł po 64 dniach  | Odpadł po 64 dniach      | Odpadł po 64 dniach  | Odpadł po 64 dniach  | Odpadł po 64 dniach  | Odpadł po 64 dniach  | Odpadł po 64 dniach  | Odpadł po 64 dniach  | Odpadł po 64 dniach  |
| Dritan     | Agon Erjola          | Arjon Agon           | Zhuljeta Arjon       | Mimoza Zhuljeta      | Bjordi Arjon         | Aida Qetsor          | Mimoza Ardian        | Mimoza Anjeza        | Odpadła po 64 dniach      | Odpadła po 64 dniach | Odpadła po 64 dniach | Odpadła po 64 dniach     | Odpadła po 64 dniach | Odpadła po 64 dniach | Odpadła po 64 dniach | Odpadła po 64 dniach | Odpadła po 64 dniach | Odpadła po 64 dniach | Odpadła po 64 dniach |
| Republika  | Erjola Zhuljeta      | Arjon Zhuljeta       | Zhuljeta Pavlin      | Zhuljeta Qetsor      | Arjon Mesida         | Ardian Aida          | Qetsor Aida          | Odpadła po 57 dniach | Odpadła po 57 dniach      | Odpadła po 57 dniach | Odpadła po 57 dniach | Odpadła po 57 dniach     | Odpadła po 57 dniach | Odpadła po 57 dniach | Odpadła po 57 dniach | Odpadła po 57 dniach | Odpadła po 57 dniach | Odpadła po 57 dniach | Odpadła po 57 dniach |
| Lirita     | Mimoza Qetsor        | Adelajda Qetsor      | Qetsor Zhuljeta      | Qetsor Zhuljeta      | Qetsor Arjon         | Bjordi Adelajda      | Odpadła po 50 dniach | Odpadła po 50 dniach | Odpadła po 50 dniach      | Odpadła po 50 dniach | Odpadła po 50 dniach | Odpadła po 50 dniach     | Odpadła po 50 dniach | Odpadła po 50 dniach | Odpadła po 50 dniach | Odpadła po 50 dniach | Odpadła po 50 dniach | Odpadła po 50 dniach | Odpadła po 50 dniach |
| Mesida     | Doszła po 22 dniach  | Doszła po 22 dniach  | Immunitet            | Zhuljeta Adelajda    | Mimoza Qetsor        | Odpadła po 43 dniach | Odpadła po 43 dniach | Odpadła po 43 dniach | Odpadła po 43 dniach      | Odpadła po 43 dniach | Odpadła po 43 dniach | Odpadła po 43 dniach     | Odpadła po 43 dniach | Odpadła po 43 dniach | Odpadła po 43 dniach | Odpadła po 43 dniach | Odpadła po 43 dniach | Odpadła po 43 dniach | Odpadła po 43 dniach |
| Zhuljeta   | Adelajda Erjola      | Republika Adelajda   | Adelajda Ardian      | Ardian Lirita        | Odpadła po 36 dniach | Odpadła po 36 dniach | Odpadła po 36 dniach | Odpadła po 36 dniach | Odpadła po 36 dniach      | Odpadła po 36 dniach | Odpadła po 36 dniach | Odpadła po 36 dniach     | Odpadła po 36 dniach | Odpadła po 36 dniach | Odpadła po 36 dniach | Odpadła po 36 dniach | Odpadła po 36 dniach | Odpadła po 36 dniach | Odpadła po 36 dniach |
| Pavlin     | Arjon Erjola         | Aida Arjon           | Aida Arjon           | Odpadł po 29 dniach  | Odpadł po 29 dniach  | Odpadł po 29 dniach  | Odpadł po 29 dniach  | Odpadł po 29 dniach  | Odpadł po 29 dniach       | Odpadł po 29 dniach  | Odpadł po 29 dniach  | Odpadł po 29 dniach      | Odpadł po 29 dniach  | Odpadł po 29 dniach  | Odpadł po 29 dniach  | Odpadł po 29 dniach  | Odpadł po 29 dniach  | Odpadł po 29 dniach  | Odpadł po 29 dniach  |
| Agon       | Adelajda Republika   | Adelajda Republika   | Odpadł po 22 dniach  | Odpadł po 22 dniach  | Odpadł po 22 dniach  | Odpadł po 22 dniach  | Odpadł po 22 dniach  | Odpadł po 22 dniach  | Odpadł po 22 dniach       | Odpadł po 22 dniach  | Odpadł po 22 dniach  | Odpadł po 22 dniach      | Odpadł po 22 dniach  | Odpadł po 22 dniach  | Odpadł po 22 dniach  | Odpadł po 22 dniach  | Odpadł po 22 dniach  | Odpadł po 22 dniach  | Odpadł po 22 dniach  |
| Erjola     | Republika Zhuljeta   | Odpadła po 15 dniach | Odpadła po 15 dniach | Odpadła po 15 dniach | Odpadła po 15 dniach | Odpadła po 15 dniach | Odpadła po 15 dniach | Odpadła po 15 dniach | Odpadła po 15 dniach      | Odpadła po 15 dniach | Odpadła po 15 dniach | Odpadła po 15 dniach     | Odpadła po 15 dniach | Odpadła po 15 dniach | Odpadła po 15 dniach | Odpadła po 15 dniach | Odpadła po 15 dniach | Odpadła po 15 dniach | Odpadła po 15 dniach |

### 3 edycja
Trzecia edycja rozpoczęła się 23 stycznia 2010 roku. Do domu weszło 12 uczestników. Podczas trwania show doszło 10 uczestników. Show trwało 113 dni. Jak na razie to najdłuższa edycja albańskiego Big Brothera. Finał ukazał się 15 maja 2010 roku. Zwycięzcą został Jetmir Salaj. Wygrał on 100 mln. lek (ponad 300 tys. złotych).

#### Uczestnicy
| Miejsce | Imię i nazwisko    |
| ------- | ------------------ |
| 1.      | Jetmir Salaj       |
| 2.      | Domenika Caushaj   |
| 3.      | Erion Zeqiraj      |
| 4.      | Klodian Cela       |
| 5.      | Eridiona Shuli     |
| 6.      | Armand             |
| 7.      | Haki Kika          |
| 8.      | Seldi Qalliu       |
| 9.      | Manal Al-Khazal    |
| 10.     | Tatiana Sandei     |
| 11.     | Olta Sheta         |
| 12.     | Eduard Pajo        |
| 13.     | Bertina Mehmeti    |
| 14.     | Ada Baqoshi        |
| 15.     | Valon Xhukolli     |
| 16.     | Rrezarta Gashi     |
| 17.     | Bledar Decani      |
| 18.     | Graciela Kiri      |
| 19.     | Renato             |
| 20.     | Pamela Zyferi      |
| 21.     | Valentina Xhemaili |
| 22.     | Gjimi Bujari       |

kursywa – osoby, które dołączyły do grona uczestników jako nowe, już w trakcie trwania programu.

#### Tabela nominacyjna
| Jetmir    | Pamela Valentina     | Pamela Seldi                                  | Haki Olta                                     | Graciela Haki                                 | Bledar Haki                                   | Domenika Olta                                 | Ada Klodian                                   | Eduard                                        | Klodian Olta                                  | Haki                                          | Armand Olta                                   | Armand Seldi                                  | Domenika Seldi                                | Armand Haki                                   | Armand Eridiona                               | Armand Eridiona                               | Erion                                         | ZWYCIĘZCA                                     | ZWYCIĘZCA                                     |                       |                       |                       |                       |                       |                       |                       |                       |                       |                       |                       |                       |                       |                       |
| Domenika  | Bertina Graciela     | Graciela Jetmir                               | Eduard Olta                                   | Erion Haki                                    | Erion Jetmir                                  | Jetmir Rrezarta                               | Bertina Valon                                 | Seldi                                         | Bertina Haki                                  | Olta                                          | Haki Manal                                    | Armand Tatiana                                | Armand Manal                                  | Haki Jetmir                                   | Haki Jetmir                                   | Armand Jetmir                                 | Klodian                                       | 2. miejsce                                    | 2. miejsce                                    |                       |                       |                       |                       |                       |                       |                       |                       |                       |                       |                       |                       |                       |                       |
| Erion     | Pamela Valentina     | Domenika Pamela                               | Domenika Eduard                               | Eduard Klodian                                | Bledar Eduard                                 | Domenika Olta                                 | Klodian Eduard                                | Immunitet                                     | Klodian Olta                                  | Jetmir                                        | Domenika Klodian                              | Haki Seldi                                    | Eridiona Seldi                                | Eridiona Seldi                                | Eridiona Haki                                 | Armand Eridiona                               | Jetmir                                        | 3. miejsce                                    | 3. miejsce                                    |                       |                       |                       |                       |                       |                       |                       |                       |                       |                       |                       |                       |                       |                       |
| Klodian   | Doszedł po 22 dniach | Doszedł po 22 dniach                          | Immunitet                                     | Ada Haki                                      | Haki Valon                                    | Bertina Rrezarta                              | Bertina Valon                                 | Olta                                          | Eduard Haki                                   | Armand                                        | Haki Jetmir                                   | Haki Tatiana                                  | Jetmir Haki                                   | Erion Seldi                                   | Haki Jetmir                                   | Erion Jetmir                                  | Domenika                                      | 4. miejsce                                    | 4. miejsce                                    |                       |                       |                       |                       |                       |                       |                       |                       |                       |                       |                       |                       |                       |                       |
| Eridiona  | Doszła po 78 dniach  | Doszła po 78 dniach                           | Doszła po 78 dniach                           | Doszła po 78 dniach                           | Doszła po 78 dniach                           | Doszła po 78 dniach                           | Doszła po 78 dniach                           | Doszła po 78 dniach                           | Doszła po 78 dniach                           | Doszła po 78 dniach                           | Doszła po 78 dniach                           | Immunitet                                     | Jetmir Manal                                  | Haki Jetmir                                   | Erion Jetmir                                  | Erion Jetmir                                  | Domenika                                      | Odpadła po 113 dniach                         | Odpadła po 113 dniach                         | Odpadła po 113 dniach | Odpadła po 113 dniach | Odpadła po 113 dniach | Odpadła po 113 dniach | Odpadła po 113 dniach | Odpadła po 113 dniach | Odpadła po 113 dniach | Odpadła po 113 dniach | Odpadła po 113 dniach | Odpadła po 113 dniach | Odpadła po 113 dniach | Odpadła po 113 dniach | Odpadła po 113 dniach | Odpadła po 113 dniach |
| Armand    | Doszedł po 57 dniach | Doszedł po 57 dniach                          | Doszedł po 57 dniach                          | Doszedł po 57 dniach                          | Doszedł po 57 dniach                          | Doszedł po 57 dniach                          | Doszedł po 57 dniach                          | Doszedł po 57 dniach                          | Immunitet                                     | Tatiana                                       | Haki Jetmir                                   | Haki Jetmir                                   | Haki Manal                                    | Haki Jetmir                                   | Haki Jetmir                                   | Domenika Jetmir                               | Odpadł po 106 dniach                          | Odpadł po 106 dniach                          | Odpadł po 106 dniach                          | Odpadł po 106 dniach  | Odpadł po 106 dniach  | Odpadł po 106 dniach  | Odpadł po 106 dniach  | Odpadł po 106 dniach  | Odpadł po 106 dniach  | Odpadł po 106 dniach  | Odpadł po 106 dniach  | Odpadł po 106 dniach  | Odpadł po 106 dniach  | Odpadł po 106 dniach  | Odpadł po 106 dniach  | Odpadł po 106 dniach  |                       |
| Haki      | Olta Valentina       | Jetmir Pamela                                 | Eduard Jetmir                                 | Jetmir Rrezarta                               | Bledar Jetmir                                 | Olta Rrezarta                                 | Domenika Eduard                               | Immunitet                                     | Eduard Olta                                   | Jetmir                                        | Klodian Olta                                  | Armand Klodian                                | Armand Klodian                                | Armand Domenika                               | Eridiona Jetmir                               | Odpadł po 99 dniach                           | Odpadł po 99 dniach                           | Odpadł po 99 dniach                           | Odpadł po 99 dniach                           | Odpadł po 99 dniach   | Odpadł po 99 dniach   | Odpadł po 99 dniach   | Odpadł po 99 dniach   | Odpadł po 99 dniach   | Odpadł po 99 dniach   | Odpadł po 99 dniach   | Odpadł po 99 dniach   | Odpadł po 99 dniach   | Odpadł po 99 dniach   | Odpadł po 99 dniach   | Odpadł po 99 dniach   |                       |                       |
| Seldi     | Bertina Graciela     | Bertina Graciela                              | Eduard Olta                                   | Erion Graciela                                | Erion Jetmir                                  | Jetmir Rrezarta                               | Jetmir Valon                                  | Immunitet                                     | Bertina Jetmir                                | Olta                                          | Jetmir Manal                                  | Jetmir Tatiana                                | Jetmir Manal                                  | Erion Jetmir                                  | Odpadł po 99 dniach                           | Odpadł po 99 dniach                           | Odpadł po 99 dniach                           | Odpadł po 99 dniach                           | Odpadł po 99 dniach                           | Odpadł po 99 dniach   | Odpadł po 99 dniach   | Odpadł po 99 dniach   | Odpadł po 99 dniach   | Odpadł po 99 dniach   | Odpadł po 99 dniach   | Odpadł po 99 dniach   | Odpadł po 99 dniach   | Odpadł po 99 dniach   | Odpadł po 99 dniach   | Odpadł po 99 dniach   |                       |                       |                       |
| Manal     | Doszedł po 57 dniach | Doszedł po 57 dniach                          | Doszedł po 57 dniach                          | Doszedł po 57 dniach                          | Doszedł po 57 dniach                          | Doszedł po 57 dniach                          | Doszedł po 57 dniach                          | Doszedł po 57 dniach                          | Immunitet                                     | Jetmir Olta                                   | Armand Olta                                   | Armand Seldi                                  | Armand Erion                                  | Odpadł po 92 dniach                           | Odpadł po 92 dniach                           | Odpadł po 92 dniach                           | Odpadł po 92 dniach                           | Odpadł po 92 dniach                           | Odpadł po 92 dniach                           | Odpadł po 92 dniach   | Odpadł po 92 dniach   | Odpadł po 92 dniach   | Odpadł po 92 dniach   | Odpadł po 92 dniach   | Odpadł po 92 dniach   | Odpadł po 92 dniach   | Odpadł po 92 dniach   | Odpadł po 92 dniach   | Odpadł po 92 dniach   |                       |                       |                       |                       |
| Tatiana   | Doszła po 57 dniach  | Doszła po 57 dniach                           | Doszła po 57 dniach                           | Doszła po 57 dniach                           | Doszła po 57 dniach                           | Doszła po 57 dniach                           | Doszła po 57 dniach                           | Doszła po 57 dniach                           | Immunitet                                     | Armand                                        | Jetmir Olta                                   | Armand Seldi                                  | Odpadła po 85 dniach                          | Odpadła po 85 dniach                          | Odpadła po 85 dniach                          | Odpadła po 85 dniach                          | Odpadła po 85 dniach                          | Odpadła po 85 dniach                          | Odpadła po 85 dniach                          | Odpadła po 85 dniach  | Odpadła po 85 dniach  | Odpadła po 85 dniach  | Odpadła po 85 dniach  | Odpadła po 85 dniach  | Odpadła po 85 dniach  | Odpadła po 85 dniach  | Odpadła po 85 dniach  | Odpadła po 85 dniach  |                       |                       |                       |                       |                       |
| Olta      | Pamela Seldi         | Jetmir Seldi                                  | Bertina Jetmir                                | Bertina Domenika                              | Jetmir Valon                                  | Bertina Jetmir                                | Bertina Valon                                 | Immunitet                                     | Bertina Haki                                  | Seldi                                         | Jetmir Manal                                  | Odpadła po 78 dniach                          | Odpadła po 78 dniach                          | Odpadła po 78 dniach                          | Odpadła po 78 dniach                          | Odpadła po 78 dniach                          | Odpadła po 78 dniach                          | Odpadła po 78 dniach                          | Odpadła po 78 dniach                          | Odpadła po 78 dniach  | Odpadła po 78 dniach  | Odpadła po 78 dniach  | Odpadła po 78 dniach  | Odpadła po 78 dniach  | Odpadła po 78 dniach  | Odpadła po 78 dniach  | Odpadła po 78 dniach  |                       |                       |                       |                       |                       |                       |
| Eduard    | Olta Valentina       | Graciela Olta                                 | Renato Seldi                                  | Erion Haki                                    | Jetmir Valon                                  | Jetmir Rrezarta                               | Haki Jetmir                                   | Automatycznie nominowany                      | Olta Seldi                                    | Domenika Seldi                                | Odpadł po 71 dniach                           | Odpadł po 71 dniach                           | Odpadł po 71 dniach                           | Odpadł po 71 dniach                           | Odpadł po 71 dniach                           | Odpadł po 71 dniach                           | Odpadł po 71 dniach                           | Odpadł po 71 dniach                           | Odpadł po 71 dniach                           | Odpadł po 71 dniach   | Odpadł po 71 dniach   | Odpadł po 71 dniach   |                       |                       |                       |                       |                       |                       |                       |                       |                       |                       |                       |
| Bertina   | Domenika Valentina   | Domenika Pamela                               | Domenika Renato                               | Klodian Olta                                  | Bledar Seldi                                  | Domenika Olta                                 | Domenika Klodian                              | Erion                                         | Klodian Olta                                  | Odpadła po 64 dniach                          | Odpadła po 64 dniach                          | Odpadła po 64 dniach                          | Odpadła po 64 dniach                          | Odpadła po 64 dniach                          | Odpadła po 64 dniach                          | Odpadła po 64 dniach                          | Odpadła po 64 dniach                          | Odpadła po 64 dniach                          | Odpadła po 64 dniach                          | Odpadła po 64 dniach  | Odpadła po 64 dniach  | Odpadła po 64 dniach  |                       |                       |                       |                       |                       |                       |                       |                       |                       |                       |                       |
| Ada       | Doszła po 22 dniach  | Doszła po 22 dniach                           | Immunitet                                     | Graciela Olta                                 | Haki Jetmir                                   | Rrezarta Valon                                | Jetmir Valon                                  | Bertina Eduard                                | Odpadła po 57 dniach                          | Odpadła po 57 dniach                          | Odpadła po 57 dniach                          | Odpadła po 57 dniach                          | Odpadła po 57 dniach                          | Odpadła po 57 dniach                          | Odpadła po 57 dniach                          | Odpadła po 57 dniach                          | Odpadła po 57 dniach                          | Odpadła po 57 dniach                          | Odpadła po 57 dniach                          |                       |                       |                       |                       |                       |                       |                       |                       |                       |                       |                       |                       |                       |                       |
| Valon     | Doszedł po 22 dniach | Doszedł po 22 dniach                          | Immunitet                                     | Graciela Klodian                              | Bledar Seldi                                  | Ada Olta                                      | Domenika Olta                                 | Haki                                          | Odpadł po 50 dniach                           | Odpadł po 50 dniach                           | Odpadł po 50 dniach                           | Odpadł po 50 dniach                           | Odpadł po 50 dniach                           | Odpadł po 50 dniach                           | Odpadł po 50 dniach                           | Odpadł po 50 dniach                           | Odpadł po 50 dniach                           | Odpadł po 50 dniach                           | Odpadł po 50 dniach                           |                       |                       |                       |                       |                       |                       |                       |                       |                       |                       |                       |                       |                       |                       |
| Rrezarta  | Doszła po 22 dniach  | Doszła po 22 dniach                           | Immunitet                                     | Bertina Haki                                  | Bledar Seldi                                  | Domenika Klodian                              | Odpadła po 50 dniach                          | Odpadła po 50 dniach                          | Odpadła po 50 dniach                          | Odpadła po 50 dniach                          | Odpadła po 50 dniach                          | Odpadła po 50 dniach                          | Odpadła po 50 dniach                          | Odpadła po 50 dniach                          | Odpadła po 50 dniach                          | Odpadła po 50 dniach                          | Odpadła po 50 dniach                          | Odpadła po 50 dniach                          | Odpadła po 50 dniach                          |                       |                       |                       |                       |                       |                       |                       |                       |                       |                       |                       |                       |                       |                       |
| Bledar    | Doszedł po 22 dniach | Doszedł po 22 dniach                          | Immunitet                                     | Erion Seldi                                   | Erion Haki                                    | Odpadł po 43 dniach                           | Odpadł po 43 dniach                           | Odpadł po 43 dniach                           | Odpadł po 43 dniach                           | Odpadł po 43 dniach                           | Odpadł po 43 dniach                           | Odpadł po 43 dniach                           | Odpadł po 43 dniach                           | Odpadł po 43 dniach                           | Odpadł po 43 dniach                           | Odpadł po 43 dniach                           | Odpadł po 43 dniach                           | Odpadł po 43 dniach                           | Odpadł po 43 dniach                           |                       |                       |                       |                       |                       |                       |                       |                       |                       |                       |                       |                       |                       |                       |
| Graciela  | Domenika Valentina   | Domenika Seldi                                | Renato Seldi                                  | Bledar Klodian                                | Odpadła po 35 dniach                          | Odpadła po 35 dniach                          | Odpadła po 35 dniach                          | Odpadła po 35 dniach                          | Odpadła po 35 dniach                          | Odpadła po 35 dniach                          | Odpadła po 35 dniach                          | Odpadła po 35 dniach                          | Odpadła po 35 dniach                          | Odpadła po 35 dniach                          | Odpadła po 35 dniach                          | Odpadła po 35 dniach                          | Odpadła po 35 dniach                          | Odpadła po 35 dniach                          | Odpadła po 35 dniach                          |                       |                       |                       |                       |                       |                       |                       |                       |                       |                       |                       |                       |                       |                       |
| Renato    | Doszła po 15 dniach  | Immunitet                                     | Graciela Jetmir                               | Odpadła po 29 dniach                          | Odpadła po 29 dniach                          | Odpadła po 29 dniach                          | Odpadła po 29 dniach                          | Odpadła po 29 dniach                          | Odpadła po 29 dniach                          | Odpadła po 29 dniach                          | Odpadła po 29 dniach                          | Odpadła po 29 dniach                          | Odpadła po 29 dniach                          | Odpadła po 29 dniach                          | Odpadła po 29 dniach                          | Odpadła po 29 dniach                          | Odpadła po 29 dniach                          | Odpadła po 29 dniach                          | Odpadła po 29 dniach                          |                       |                       |                       |                       |                       |                       |                       |                       |                       |                       |                       |                       |                       |                       |
| Pamela    | Bertina Graciela     | Bertina Jetmir                                | Odpadła po 22 dniach                          | Odpadła po 22 dniach                          | Odpadła po 22 dniach                          | Odpadła po 22 dniach                          | Odpadła po 22 dniach                          | Odpadła po 22 dniach                          | Odpadła po 22 dniach                          | Odpadła po 22 dniach                          | Odpadła po 22 dniach                          | Odpadła po 22 dniach                          | Odpadła po 22 dniach                          | Odpadła po 22 dniach                          | Odpadła po 22 dniach                          | Odpadła po 22 dniach                          | Odpadła po 22 dniach                          | Odpadła po 22 dniach                          | Odpadła po 22 dniach                          |                       |                       |                       |                       |                       |                       |                       |                       |                       |                       |                       |                       |                       |                       |
| Valentina | Graciela Olta        | Odpadła po 15 dniach                          | Odpadła po 15 dniach                          | Odpadła po 15 dniach                          | Odpadła po 15 dniach                          | Odpadła po 15 dniach                          | Odpadła po 15 dniach                          | Odpadła po 15 dniach                          | Odpadła po 15 dniach                          | Odpadła po 15 dniach                          | Odpadła po 15 dniach                          | Odpadła po 15 dniach                          | Odpadła po 15 dniach                          | Odpadła po 15 dniach                          | Odpadła po 15 dniach                          | Odpadła po 15 dniach                          | Odpadła po 15 dniach                          | Odpadła po 15 dniach                          | Odpadła po 15 dniach                          |                       |                       |                       |                       |                       |                       |                       |                       |                       |                       |                       |                       |                       |                       |
| Gjimi     | Bertina Valentina    | Wyrzucony po 13 dniach za złamanie regulaminu | Wyrzucony po 13 dniach za złamanie regulaminu | Wyrzucony po 13 dniach za złamanie regulaminu | Wyrzucony po 13 dniach za złamanie regulaminu | Wyrzucony po 13 dniach za złamanie regulaminu | Wyrzucony po 13 dniach za złamanie regulaminu | Wyrzucony po 13 dniach za złamanie regulaminu | Wyrzucony po 13 dniach za złamanie regulaminu | Wyrzucony po 13 dniach za złamanie regulaminu | Wyrzucony po 13 dniach za złamanie regulaminu | Wyrzucony po 13 dniach za złamanie regulaminu | Wyrzucony po 13 dniach za złamanie regulaminu | Wyrzucony po 13 dniach za złamanie regulaminu | Wyrzucony po 13 dniach za złamanie regulaminu | Wyrzucony po 13 dniach za złamanie regulaminu | Wyrzucony po 13 dniach za złamanie regulaminu | Wyrzucony po 13 dniach za złamanie regulaminu | Wyrzucony po 13 dniach za złamanie regulaminu |                       |                       |                       |                       |                       |                       |                       |                       |                       |                       |                       |                       |                       |                       |

   Uczestnicy żyjącym w Bogatym Domie
   Uczestnicy żyjącym w Biednym Domie

### 4 edycja
Czwarta edycja rozpoczęła się 25 grudnia 2010 roku. Do domu weszło 15 uczestników. Podczas trwania show doszło 11 uczestników. Łącznie do domu weszło 25 osób. Zwycięzcą została Ermela Mezuraj i otrzyma 10 mln. lek (ponad 300 tys. złotych). Finał ukazał się po 99 dniach trwania programu.
Edison Hoxha po 11 dniach pobytu w domu zrezygnował z udziału w programie.

#### Uczestnicy
| Miejsce | Imię             | Wejście (dzień) | Wyjście (dzień) |
| ------- | ---------------- | --------------- | --------------- |
| 1.      | Ermela Mezuraj   | 8               | 99              |
| 2.      | Ergys            | 1               | 99              |
| 3.      | Ogren            | 1               | 99              |
| 4.      | Mariel           | 1               | 99              |
| 5.      | Neda Karafili    | 1               | 92              |
| 5.      | Mirjeta          | 1               | 92              |
| 6.      | Alma Alikaj      | 1               | 85              |
| 8.      | Klodiana         | 1               | 78              |
| 8.      | Petrit           | 22              | 78              |
| 9.      | Shkelqim         | 22              | 71              |
| 10.     | Jonela           | 22              | 64              |
| 11.     | Algen Nikolla    | 8               | 57              |
| 12.     | Klaudia          | 8               | 50              |
| 13.     | Alkena Dervishaj | 1               | 43              |
| 14.     | Ervin            | 8               | 36              |
| 15.     | Edison Hoxha     | 22              | 33              |
| 17.     | Emiljo           | 1               | 29              |
| 17.     | Elisa Caushaj    | 8               | 29              |
| 18.     | Faton            | 22              | 25              |
| 19.     | Toros            | 1               | 22              |
| 21.     | Henes Dalipaj    | 1               | 15              |
| 21.     | Kreshnik         | 8               | 15              |
| 25.     | Olger            | 1               | 8               |
| 25.     | Vladimir         | 1               | 8               |
| 25.     | Fatjona          | 1               | 8               |
| 25.     | Imelda           | 1               | 8               |

### Tabela nominacyjna
| Ermela   | Doszła po 8 dniach   | Nominowana           | Algen                | Klaudia Klodiana     | Elisa Emiljo         | Algen Alma          | Alkena Klaudia      | Alma Klaudia        | Klodiana Mirjeta    | Klodiana Mirjeta    | Petrit Shkelqim     | Klodiana            | Petrit Klodiana     | Neda Alma           | Mirjeta Neda        | Nominowana          | ZWYCIĘŻCZYNI        | ZWYCIĘŻCZYNI        |                     |                   |                   |                   |                   |
| Ergys    | Brak nominacji       | Neda Ogren           | Algen                | Ermela Toros         | Ermela Ervin         | Alma Algen          | Alma Neda           | Alma Klaudia        | Algen Ogren         | Ogren Neda          | Neda Ermela         | Neda                | Neda Orgen          | Orgen Neda          | Orgen Neda          | Nominowany          | 2. miejsce          | 2. miejsce          |                     |                   |                   |                   |                   |
| Ogren    | Brak nominacji       | Henes Toros          | Algen                | Ervin Toros          | Ermela Ervin         | Ergys Ermela        | Alkena Alma         | Algen Ermela        | Algen Shkelqim      | Alma Jonela         | Alma Klodiana       | Klodiana            | Alma Klodiana       | Klodiana Alma       | Ergys Mirjeta       | Nominowany          | 3. miejsce          | 3. miejsce          |                     |                   |                   |                   |                   |
| Mariel   | Brak nominacji       | Alkena Emilio        | Algen                | Elisa Ermela         | Eisa Ermela          | Algen Ermela        | Jonela Alkena       | Algen Ermela        | Algen Petrit        | Ermela Jonela       | Ermela Klodiana     | Ermela              | Ermela Petrit       | Ermela Neda         | Ermela Neda         | Nominowana          | 4. miejsce          | 4. miejsce          |                     |                   |                   |                   |                   |
| Neda     | Brak nominacji       | Emiljo Henes         | Algen                | Emiljo Toros         | Elisa Emiljo         | Ermela Ervin        | Jonela Mirjeta      | Ermela Jonela       | Klodiana Mirjeta    | Jonela Ermela       | Ergys Shkelqim      | Klodiana            | Klodiana Petrit     | Klodiana Alma       | Mirjeta Ergys       | Nominowana          | Odpadła w 92 dniu   | Odpadła w 92 dniu   | Odpadła w 92 dniu   |                   |                   |                   |                   |
| Mirjeta  | Brak nominacji       | Emiljo Henes         | Ermela               | Ermela Ervin         | Ermela Ervin         | Petrit Ervin        | Jonela Neda         | Klaudia Neda        | Alma Neda           | Jonela Ermela       | Shkelqim Petrit     | Neda                | Alma Neda           | Neda Orgen          | Ermela Neda         | Odpadła w 93 dniu   | Odpadła w 93 dniu   | Odpadła w 93 dniu   | Odpadła w 93 dniu   |                   |                   |                   |                   |
| Alma     | Brak nominacji       | Henes Toros          | Algen                | Elisa Ermela         | Elisa Ermela         | Ermela Ervin        | Jonela Klaudia      | Algen Ergys         | Ermela Jonela       | Ogren Ermela        | Ergys Petrit        | Ermela              | Orgen Ermela        | Ermela Orgen        | Odpadła w 85 dniu   | Odpadła w 85 dniu   | Odpadła w 85 dniu   | Odpadła w 85 dniu   | Odpadła w 85 dniu   |                   |                   |                   |                   |
| Klodiana | Brak nominacji       | Emiljo Toros         | Ermela               | Ermela Ervin         | Ermela Ervin         | Ermela Shkelqim     | Alkena Jonela       | Neda Shkelqim       | Ermela Neda         | Ermela Jonela       | Petrit Shkelqim     | Ermela              | Neda Orgen          | Neda Orgen          | Odpadła w 78 dniu   | Odpadła w 78 dniu   | Odpadła w 78 dniu   | Odpadła w 78 dniu   | Odpadła w 78 dniu   |                   |                   |                   |                   |
| Petrit   | Doszedł po 22 dniach | Doszedł po 22 dniach | Doszedł po 22 dniach | Doszedł po 22 dniach | Doszedł po 22 dniach | Algen Edison        | Alkena Jonela       | Algen Jonela        | Algen Ogren         | Ermela Jonela       | Ermela Neda         | Ermela              | Ermela Orgen        | Odpadł w 78 dniu    | Odpadł w 78 dniu    | Odpadł w 78 dniu    | Odpadł w 78 dniu    | Odpadł w 78 dniu    | Odpadł w 78 dniu    |                   |                   |                   |                   |
| Shkelqim | Doszedł po 22 dniach | Doszedł po 22 dniach | Doszedł po 22 dniach | Doszedł po 22 dniach | Doszedł po 22 dniach | Edison Klodiana     | Klodiana Jonela     | Klodiana Mirjeta    | Petrit Ogren        | Ogren Klodiana      | Ermela Mirjeta      | Odpadł w 71 dniu    | Odpadł w 71 dniu    | Odpadł w 71 dniu    | Odpadł w 71 dniu    | Odpadł w 71 dniu    | Odpadł w 71 dniu    | Odpadł w 71 dniu    | Odpadł w 71 dniu    | Odpadł w 71 dniu  | Odpadł w 71 dniu  | Odpadł w 71 dniu  | Odpadł w 71 dniu  |
| Jonela   | Doszła po 22 dniach  | Doszła po 22 dniach  | Doszła po 22 dniach  | Doszła po 22 dniach  | Doszła po 22 dniach  | Edison Shkelqim     | Alkena Neda         | Alma Petrit         | Alma Neda           | Ogren Alma          | Odpadła w 64 dniu   | Odpadła w 64 dniu   | Odpadła w 64 dniu   | Odpadła w 64 dniu   | Odpadła w 64 dniu   | Odpadła w 64 dniu   | Odpadła w 64 dniu   | Odpadła w 64 dniu   | Odpadła w 64 dniu   | Odpadła w 64 dniu | Odpadła w 64 dniu | Odpadła w 64 dniu | Odpadła w 64 dniu |
| Algen    | Doszedł po 8 dniach  | Nominowany           | Ermela               | Alma Ogren           | Ergys Ermela         | Edison Ermela       | Alma Neda           | Alma Neda           | Mariel Ogren        | Odpadł w 57 dniu    | Odpadł w 57 dniu    | Odpadł w 57 dniu    | Odpadł w 57 dniu    | Odpadł w 57 dniu    | Odpadł w 57 dniu    | Odpadł w 57 dniu    | Odpadł w 57 dniu    | Odpadł w 57 dniu    | Odpadł w 57 dniu    | Odpadł w 57 dniu  | Odpadł w 57 dniu  | Odpadł w 57 dniu  | Odpadł w 57 dniu  |
| Klaudia  | Doszła po 8 dniach   | Nominowana           | Ermela               | Ermela Toros         | Ermela Ervin         | Ermela Ervin        | Alkena Klodiana     | Algen Ermela        | Odpadła w 50 dniu   | Odpadła w 50 dniu   | Odpadła w 50 dniu   | Odpadła w 50 dniu   | Odpadła w 50 dniu   | Odpadła w 50 dniu   | Odpadła w 50 dniu   | Odpadła w 50 dniu   | Odpadła w 50 dniu   | Odpadła w 50 dniu   | Odpadła w 50 dniu   | Odpadła w 50 dniu | Odpadła w 50 dniu | Odpadła w 50 dniu | Odpadła w 50 dniu |
| Alkena   | Brak nominacji       | Emiljo Toros         | Toros                | Ermela Ervin         | Ermela Ervin         | Ermela Ervin        | Jonela Klaudia      | Odpadła w 43 dniu   | Odpadła w 43 dniu   | Odpadła w 43 dniu   | Odpadła w 43 dniu   | Odpadła w 43 dniu   | Odpadła w 43 dniu   | Odpadła w 43 dniu   | Odpadła w 43 dniu   | Odpadła w 43 dniu   | Odpadła w 43 dniu   | Odpadła w 43 dniu   | Odpadła w 43 dniu   | Odpadła w 43 dniu | Odpadła w 43 dniu | Odpadła w 43 dniu |                   |
| Ervin    | Doszedł po 8 dniach  | Nominowany           | Algen                | Elisa Klaudia        | Elisa Emiljo         | Algen Alma          | Odpadł w 36 dniu    | Odpadł w 36 dniu    | Odpadł w 36 dniu    | Odpadł w 36 dniu    | Odpadł w 36 dniu    | Odpadł w 36 dniu    | Odpadł w 36 dniu    | Odpadł w 36 dniu    | Odpadł w 36 dniu    | Odpadł w 36 dniu    | Odpadł w 36 dniu    | Odpadł w 36 dniu    | Odpadł w 36 dniu    | Odpadł w 36 dniu  | Odpadł w 36 dniu  |                   |                   |
| Edison   | Doszedł po 8 dniach  | Doszedł po 8 dniach  | Doszedł po 8 dniach  | Doszedł po 8 dniach  | Doszedł po 8 dniach  | Algen Shkelqim      | Odpadł w 33 dniu    | Odpadł w 33 dniu    | Odpadł w 33 dniu    | Odpadł w 33 dniu    | Odpadł w 33 dniu    | Odpadł w 33 dniu    | Odpadł w 33 dniu    | Odpadł w 33 dniu    | Odpadł w 33 dniu    | Odpadł w 33 dniu    | Odpadł w 33 dniu    | Odpadł w 33 dniu    | Odpadł w 33 dniu    | Odpadł w 33 dniu  | Odpadł w 33 dniu  |                   |                   |
| Emiljo   | Brak nominacji       | Henes Toros          | Ermela               | Ermela Ervin         | Ermela Ervin         | Odszedł w 29 dniu   | Odszedł w 29 dniu   | Odszedł w 29 dniu   | Odszedł w 29 dniu   | Odszedł w 29 dniu   | Odszedł w 29 dniu   | Odszedł w 29 dniu   | Odszedł w 29 dniu   | Odszedł w 29 dniu   | Odszedł w 29 dniu   | Odszedł w 29 dniu   | Odszedł w 29 dniu   | Odszedł w 29 dniu   | Odszedł w 29 dniu   | Odszedł w 29 dniu | Odszedł w 29 dniu |                   |                   |
| Elisa    | Doszła po 8 dniach   | Nominowana           | Ermela               | Emiljo Ermela        | Ermela Ervin         | Odpadła w 29 dniu   | Odpadła w 29 dniu   | Odpadła w 29 dniu   | Odpadła w 29 dniu   | Odpadła w 29 dniu   | Odpadła w 29 dniu   | Odpadła w 29 dniu   | Odpadła w 29 dniu   | Odpadła w 29 dniu   | Odpadła w 29 dniu   | Odpadła w 29 dniu   | Odpadła w 29 dniu   | Odpadła w 29 dniu   | Odpadła w 29 dniu   | Odpadła w 29 dniu | Odpadła w 29 dniu |                   |                   |
| Faton    | Doszedł po 22 dniach | Doszedł po 22 dniach | Doszedł po 22 dniach | Doszedł po 22 dniach | Doszedł po 22 dniach | Odszedł w 25 dniu   | Odszedł w 25 dniu   | Odszedł w 25 dniu   | Odszedł w 25 dniu   | Odszedł w 25 dniu   | Odszedł w 25 dniu   | Odszedł w 25 dniu   | Odszedł w 25 dniu   | Odszedł w 25 dniu   | Odszedł w 25 dniu   | Odszedł w 25 dniu   | Odszedł w 25 dniu   | Odszedł w 25 dniu   | Odszedł w 25 dniu   | Odszedł w 25 dniu | Odszedł w 25 dniu |                   |                   |
| Toros    | Brak nominacji       | Alkena Alma          | Alma                 | Alkena Mirjeta       | Odpadł w 22 dniu     | Odpadł w 22 dniu    | Odpadł w 22 dniu    | Odpadł w 22 dniu    | Odpadł w 22 dniu    | Odpadł w 22 dniu    | Odpadł w 22 dniu    | Odpadł w 22 dniu    | Odpadł w 22 dniu    | Odpadł w 22 dniu    | Odpadł w 22 dniu    | Odpadł w 22 dniu    | Odpadł w 22 dniu    | Odpadł w 22 dniu    | Odpadł w 22 dniu    | Odpadł w 22 dniu  | Odpadł w 22 dniu  |                   |                   |
| Kreshnik | Doszedł po 8 dniach  | Nominowany           | Odpadł w 15 dniu     | Odpadł w 15 dniu     | Odpadł w 15 dniu     | Odpadł w 15 dniu    | Odpadł w 15 dniu    | Odpadł w 15 dniu    | Odpadł w 15 dniu    | Odpadł w 15 dniu    | Odpadł w 15 dniu    | Odpadł w 15 dniu    | Odpadł w 15 dniu    | Odpadł w 15 dniu    | Odpadł w 15 dniu    | Odpadł w 15 dniu    | Odpadł w 15 dniu    | Odpadł w 15 dniu    | Odpadł w 15 dniu    |                   |                   |                   |                   |
| Hënes    | Brak nominacji       | Emiljo Ogren         | Odpadł w 15 dniu     | Odpadł w 15 dniu     | Odpadł w 15 dniu     | Odpadł w 15 dniu    | Odpadł w 15 dniu    | Odpadł w 15 dniu    | Odpadł w 15 dniu    | Odpadł w 15 dniu    | Odpadł w 15 dniu    | Odpadł w 15 dniu    | Odpadł w 15 dniu    | Odpadł w 15 dniu    | Odpadł w 15 dniu    | Odpadł w 15 dniu    | Odpadł w 15 dniu    | Odpadł w 15 dniu    | Odpadł w 15 dniu    |                   |                   |                   |                   |
| Olger    | Brak nominacji       | Odpadł w 8 dniu      | Odpadł w 8 dniu      | Odpadł w 8 dniu      | Odpadł w 8 dniu      | Odpadł w 8 dniu     | Odpadł w 8 dniu     | Odpadł w 8 dniu     | Odpadł w 8 dniu     | Odpadł w 8 dniu     | Odpadł w 8 dniu     | Odpadł w 8 dniu     | Odpadł w 8 dniu     | Odpadł w 8 dniu     | Odpadł w 8 dniu     | Odpadł w 8 dniu     | Odpadł w 8 dniu     | Odpadł w 8 dniu     | Odpadł w 8 dniu     |                   |                   |                   |                   |
| Vladimir | Brak nominacji       | Odpadł w 8 dniu      | Odpadł w 8 dniu      | Odpadł w 8 dniu      | Odpadł w 8 dniu      | Odpadł w 8 dniu     | Odpadł w 8 dniu     | Odpadł w 8 dniu     | Odpadł w 8 dniu     | Odpadł w 8 dniu     | Odpadł w 8 dniu     | Odpadł w 8 dniu     | Odpadł w 8 dniu     | Odpadł w 8 dniu     | Odpadł w 8 dniu     | Odpadł w 8 dniu     | Odpadł w 8 dniu     | Odpadł w 8 dniu     | Odpadł w 8 dniu     |                   |                   |                   |                   |
| Fatjona  | Brak nominacji       | Odpadła w 8 dniu     | Odpadła w 8 dniu     | Odpadła w 8 dniu     | Odpadła w 8 dniu     | Odpadła w 8 dniu    | Odpadła w 8 dniu    | Odpadła w 8 dniu    | Odpadła w 8 dniu    | Odpadła w 8 dniu    | Odpadła w 8 dniu    | Odpadła w 8 dniu    | Odpadła w 8 dniu    | Odpadła w 8 dniu    | Odpadła w 8 dniu    | Odpadła w 8 dniu    | Odpadła w 8 dniu    | Odpadła w 8 dniu    | Odpadła w 8 dniu    |                   |                   |                   |                   |
| Imelda   | Nominowana           | Odpadła po 8 dniach  | Odpadła po 8 dniach  | Odpadła po 8 dniach  | Odpadła po 8 dniach  | Odpadła po 8 dniach | Odpadła po 8 dniach | Odpadła po 8 dniach | Odpadła po 8 dniach | Odpadła po 8 dniach | Odpadła po 8 dniach | Odpadła po 8 dniach | Odpadła po 8 dniach | Odpadła po 8 dniach | Odpadła po 8 dniach | Odpadła po 8 dniach | Odpadła po 8 dniach | Odpadła po 8 dniach | Odpadła po 8 dniach |                   |                   |                   |                   |